# BR-466
De BR-466 is een federale weg in de deelstaat Paraná in het zuiden van Brazilië. De weg is een verbindingsweg tussen Apucarana en Guarapuava.
De weg heeft een lengte van 261 kilometer.

## Aansluitende wegen
- BR-369, BR-376 en PR-170 bij Apucarana
- BR-369 en BR-376 bij Jandaia do Sul
- PR-453 bij Borrazópolis
- BR-272/PR-082/PR-170
- BR-487 bij Manoel Ribas
- PR-239 bij Pitanga
- PR-456
- BR-277, BR-373, PR-170 en PR-364 bij Guarapuava

## Plaatsen
Langs de route liggen de volgende plaatsen:
- Apucarana
- Cambira
- Jandaia do Sul
- Marumbi
- Kaloré
- Borrazópolis
- Lidianópolis
- Jardim Alegre
- Ivaiporã
- Manoel Ribas
- Pitanga
- Turvo
- Guarapuava